# Pinheiro Preto
Pinheiro Preto är en kommun i Brasilien.   Den ligger i delstaten Santa Catarina, i den södra delen av landet, 1 300 km söder om huvudstaden Brasília. Antalet invånare är 3 147.
I omgivningarna runt Pinheiro Preto växer huvudsakligen savannskog. Runt Pinheiro Preto är det glesbefolkat, med 8 invånare per kvadratkilometer.